# Camillina procurva
Camillina procurva är en spindelart som först beskrevs av William Frederick Purcell 1908.  Camillina procurva ingår i släktet Camillina och familjen plattbuksspindlar. Inga underarter finns listade.